# Pseudorbilia bipolaris
Pseudorbilia bipolaris är en svampart som beskrevs av Ying Zhang, Z.F. Yu, Baral & K.Q. Zhang 2007. Pseudorbilia bipolaris ingår i släktet Pseudorbilia och familjen vaxskålar.   Inga underarter finns listade i Catalogue of Life.